# اوسوچیو
اوسوچیو (به ایتالیایی: Ossuccio) یک منطقهٔ مسکونی در ایتالیا است که در ترمتزینا واقع شده‌ است.

## خصوصیات
اوسوچیو ۸٫۰ کیلومترمربع مساحت و ۹۷۵ نفر جمعیت دارد.